# Varanus nesterovi
Espèce
Varanus nesterovi est une espèce de sauriens de la famille des Varanidae.

## Répartition
Cette espèce se rencontre à la frontière entre l'Irak et l'Iran.

## Étymologie
Cette espèce est nommée en l'honneur de Petr Vladimirovic Nesterov.

## Publication originale
- Böhme, Ehrlich, Milto, Orlov & Scholz, 2015 : A New Species of Desert Monitor Lizard (Varanidae: Varanus: Psammosaurus) from the Western Zagros Region (Iraq, Iran). Russian Journal of Herpetology, vol. 22, no 1, p. 41-52.